# 约瑟夫·多莱扎尔
约瑟夫·多莱扎尔（捷克語：Josef Doležal，1920年12月12日—1999年1月28日），捷克男子田径运动员。他曾代表捷克斯洛伐克参加1952年、1956年和1960年夏季奥林匹克运动会田径比赛，其中1952年奥运会获得一枚银牌。